# Långås
Långås är en tätort i Falkenbergs kommun, Sverige.

## Befolkningsutveckling
| Befolkningsutvecklingen i Långås 1960–2020 | Befolkningsutvecklingen i Långås 1960–2020 | Befolkningsutvecklingen i Långås 1960–2020 | Befolkningsutvecklingen i Långås 1960–2020 | Befolkningsutvecklingen i Långås 1960–2020 |
| ------------------------------------------ | ------------------------------------------ | ------------------------------------------ | ------------------------------------------ | ------------------------------------------ |
|                                            |                                            |                                            |                                            |                                            |
| År                                         |                                            |                                            | Folkmängd                                  | Areal (ha)                                 |
| 1960                                       | 1960                                       |                                            | 294                                        |                                            |
| 1965                                       | 1965                                       |                                            | 279                                        |                                            |
| 1970                                       | 1970                                       |                                            | 292                                        |                                            |
| 1975                                       | 1975                                       |                                            | 382                                        |                                            |
| 1980                                       | 1980                                       |                                            | 417                                        |                                            |
| 1990                                       | 1990                                       |                                            | 545                                        | 68                                         |
| 1995                                       | 1995                                       |                                            | 592                                        | 68                                         |
| 2000                                       | 2000                                       |                                            | 544                                        | 68                                         |
| 2005                                       | 2005                                       |                                            | 516                                        | 68                                         |
| 2010                                       | 2010                                       |                                            | 534                                        | 71                                         |
| 2015                                       | 2015                                       |                                            | 539                                        | 75                                         |
| 2020                                       | 2020                                       |                                            | 584                                        | 71                                         |
|                                            |                                            |                                            |                                            |                                            |

## Samhället
Marken som samhället ligger på består av sand, med inslag av lera. Området får sitt vatten från en vattentäkt öster om samhället, medan avloppet är anslutet till ett reningsverk i Morup.
Huvuddelen av bostäderna är enfamiljshus byggda efter 1970. Det finns barnomsorg, idrottsplats och en livsmedelsbutik på orten. Sommartid hålls Långås marknad som lockar runt 20 000 besökare.
Det finns en låg- och mellanstadieskola på orten.
I Långås fanns tidigare en järnvägsstation.

## Idrott
Den allsvenske fotbollsspelaren Patric Andersson kommer från Långås. Långås IF spelar bland annat fotboll.